# Scott Air Force Base
Pour les articles homonymes, voir Scott et BLV.

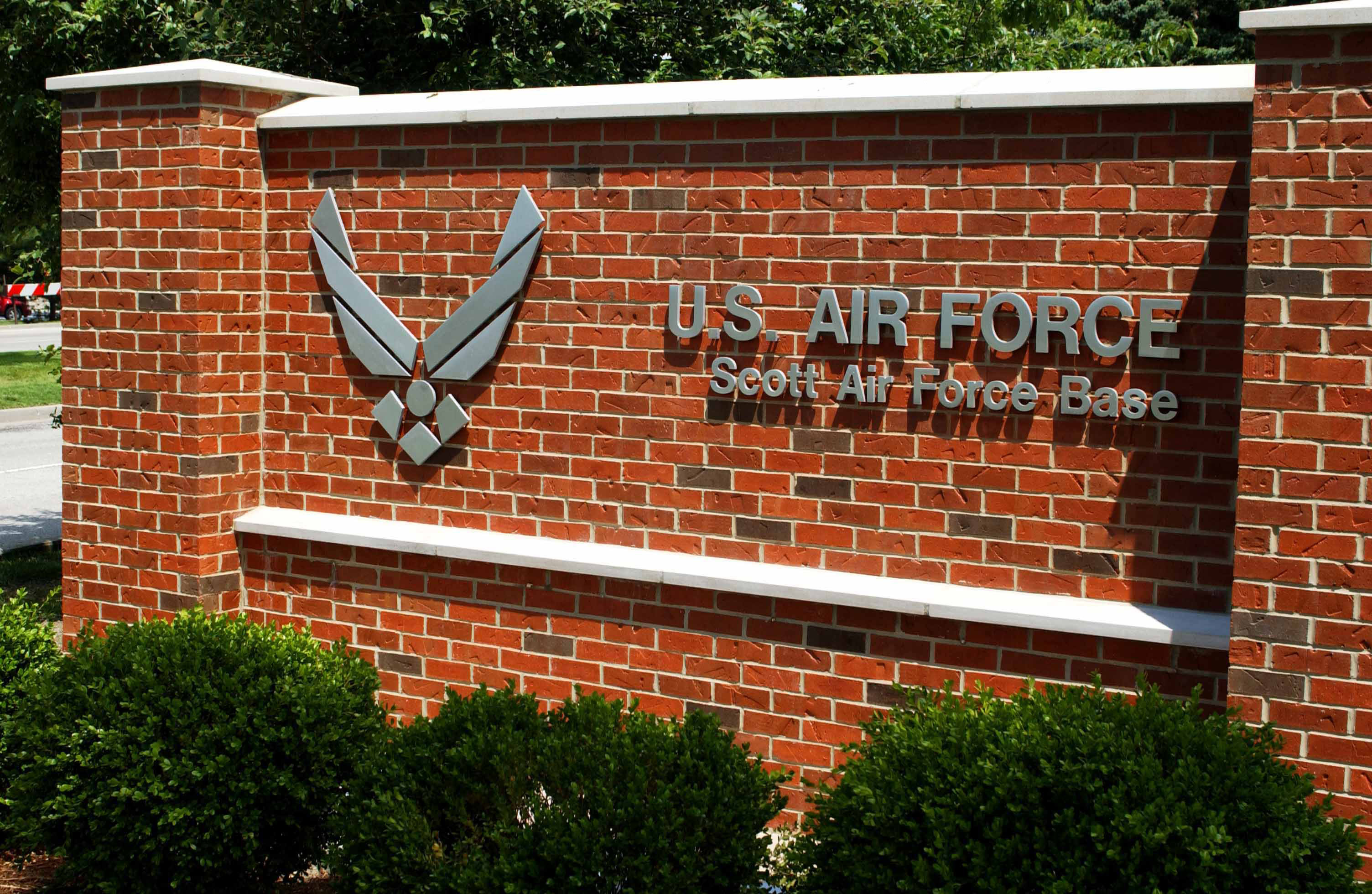
Entrée de la base de Scott AFB

Scott Air Force Base (code IATA : BLV • code OACI : KBLV) est une base aérienne de l'United States Air Force située à Belleville dans l'Illinois.

## Historique
En 2007, elle abrite les grandes unités suivantes :
- Quartier général (HQ) de l'United States Transportation Command
- Quartier général (HQ) de l'Air Mobility Command (AMC)
- Quartier général (HQ) de la 18th Air Force
- 375th Airlift Wing
- 932nd Airlift Wing de la 4th Air Force de l'Air Force Reserve Command
- 126th Air Refueling Wing de la Garde Nationale de l'Illinois

## Culture populaire
- Scott AFB apparait dans le film Rampage : Hors de contrôle.